# Акинген (нефтяное месторождение)
Акинген — нефтяное месторождение расположено в Атырауской области Казахстана, в 40 км к юго-востоку от г. Кульсары. Месторождение открыто в 1980 году. В тектоническом отношении месторождение приурочено к двукрылой солянокупольной структуре. Нефтеносность связана с отложениями мелового периода. Продуктивные нефтяные горизонты находятся на глубине 700—900 м. Плотность нефти составляет 842—905 кг/м³. Разработка месторождения началась в 1992 году.
Геологические запасы оценивается 1,206 млн тонн нефти.
Оператором месторождения является казахская нефтяная компания Разведка Добыча «КазМунайГаз». Добыча нефти 2010 году составила 79 тыс. тонн.